# Gässtjärnarna (Vilhelmina socken, Lappland, 721303-151866)
Gässtjärnarna är en sjö i Vilhelmina kommun i Lappland och ingår i Ångermanälvens huvudavrinningsområde. Gässtjärnarna ligger i Marsfjället Natura 2000-område.